# Bombna obleka
Bombna obleka za odstranjevanje neeksplodiranih ubojnih sredstev (NUS) obleka ali blast obleka je težka obleka iz neprebojnih jopičev namenjena vzdrževanju pritiska, ki je ustvarjen z bombo in drobcev bombe, ki jih lahko proizvede. To obleko običajno nosijo usposobljenje osebe, ki odstanjujejo bombe . V nasprotju z balističnimi oklepi telesa, ki se običajno osredotočijo na zaščito trupa in glave, mora bombna obleka zaščititi vse dele telesa, saj eksplozija bombe lahko poškoduje celotno telo.
Deli bombne obleke prekrivajo in dajejo maksimalno zaščito. Obleka ščiti na več različnih načinov. Deformira ali ustavi delce, ki lahko pridejo iz eksplozijske naprave. Prav tako ustavi ali bistveno zmanjša pritisk udarnega vala, ki se prenaša na osebo pod obleko. Večina bombnih oblek, kot so napredne bombne obleke, vsebuje plasti kevlarja, pene in plastike za izpolnitev funkcij.
Da bi povečali natančnost, bombna obleka nima rokavic. To omogoča uporabniku največjo mobilnost, ampak ne nudi zaščite rok in podlakti.
EOD tehniki nosijo bombne obleke med izvedbo, ter med postopki o potencialnih in potrjenih eksplozivnih groženj. Obleka mora zagotoviti največjo stopnjo zaščite proti razdrobljenimi delci, sile eksplozije, termičnih in tercialnih učinkih v primeru detonacije. Prav tako lahko bistveno ovira mobilnost uporabnika ter njegovo zavedanje.

## Zgodovina
Današnje enote NUS so imele svoje začetke v 2. svetovni vojni, ko je nemška Luftwaffe močno povečala število bomb, ki so padle na britanska tla. Ker je število civilnih žrtev naraslo zaradi zakasnjene eksplozije bombe, odvržene iz letal, katere so pogosto prebile več metrov v zemljo, so bili moški usposobljeni ter predani za deaktivacijo neeksplodiranih naprav. Varovalke so se spreminjale, zato je mnogo vojakov umrlo, dokler niso bile razvite nove metode za odstranjevanje NUS.
Ko so se Združene države Amerike pridružile v boj v 2. svetovni vojni, so zahtevale pomoč od Britancev pri usposobi civilne NUS ekipe, katera bi deaktivirala eksplozivna sredstva v urbanih področjih. Človeške žrtve so bile nižje v ZDA zaradi izobraževanja o različnih varovalkah in kako le-te deaktivirati.
Po fotografijah sodeč iz zgodnjih misij, na katerih so vojaki poskušali deaktivirati neeksplodirane bombe, niso nosili zaščitne opreme. Pogosto so poskušali deaktivirati kar brez majic, zaradi toplote pri izkopavanju neeksplodiranih naprav. Določenim posameznikom je uspelo, ostali pa podlegli poškodbam.
Prve NUS obleke so sestavljali kevlar in oklepne ploščice iz kovine ali vlakna iz ojačene plastike. Njihov namen je bil, da se zaščitijo pred poškodbami in pred drobci iz eksplozijske naprave. V sredini 1990-ih, je raziskava pokazala, da ti materiali sami niso bili učinkoviti zoper samega udarnega vala, ki lahko povzroči poškodbe pljuč in druge smrtonosne notranje poškodbe. Napredne NUS obleke imajo plasti kevlarja, ter peno za zagoravljanje zaščite pred delci in udarnega vala.
Grožnje, ki jih predstavljajo za improvizirane eksplozivne naprave, znane kot IED, lahko vsebujejo tudi kemijske ali biološke dejavnike. Od leta 1999 je to privedlo do pomembnih napredkov pri oblikovanju bombnih oblek in čelad. Sodobna bombna obleka ščiti tako pred udarnim valom, kot tudi pred kemičnem oz. biološkem orožju. Vključena je tudi čelada, združljiva z dihalnim aparatom. Pred kratkim je Nacionalni inštitut ZDA za pravosodje podprl program za razvoj nacionalenga standarda za testiranje NUS oblek, tako da se varnost, ki ga ima obleka testira na standardni način. Cilj je, da imajo sredstva za primerjavo različnih modelov med seboj.
Razvijalci morajo upoštevati več kot le varstvo, saj mora oseba, ki dela to stresno opravilo, pokazati tudi motorične sposobnosti, ko nosi bombno obleko. Drugi dejavniki, ki jih je treba upoštevati:
- oblazinjenje hrbtenice in glave v primeru, da osebo prevrne udarni val
- termična toplotna zaščita
- svobodna gibanja za učinkovito delo
- omejitev teže
- hitro odstranjevanje obleke, za nujno medicinsko pomoč
- sredstvo proti megljenju za čelado (preprečuje zarošenje vizirja čelade)

## Zaščita
Kosi bombne obleke se prekrivajo z drugimi deli za maksimalno zaščito, ne glede kam je oseba obrnjena od eksplozivne naprave. Obleka ščiti na več načinov. Deformira ali ustavi delce, ki prihajajo iz eksplozijske naprave. Drugi način ščiti udarni val, da ne poškoduje uporabnika. Kevlar, pena in plastika so večplastno prekrita in narejena iz negorljivih materialov. Pomembno je, da so vlakna deformacijsko občutljiva, saj postane težje, če uporabnika zadane nekaj hitrejšega, je pojasnil balistični inženir, ki dela za proizvajalca bombnih oblek pri HighCom varnosti.
NUS obleke so sestavljene iz kevlarja in oklepnih plošč za ustavitev izstrelkov od leta 1990. Vendar pa obleke niso nudile veliko zaščito pred samim udarnim valom. Najbolj pogosta poškodba, ki nastane zaradi udarnega vala se imenuje "pljučni udarni val". Pljuča (in drugi notranji organi) se poškodujejo pri udarnem valu in začnejo krvaveti. Ker poškodba ni vidna so lahko tudi usodne za človeka. Leta 1990 je raziskava v Veliki Britaniji pokazala, da tekstil in togi ploščni oklep ne varujejo pljuča pred udarnem valu. Ugotovljeno je bilo, da je plast z visoko akustično impedenco s podlogo iz mehkejše plasti ter nizko akustični impedenčni sloj (nizko impedenčna pena)dobra zaščita pred poškodbo udarnega vala. Vendar pa se je izkazalo tudi, da se razume frekvenčno vsebino, ki jo odda udarni val in preizkusiti načine sestavljenih materialov, da se prepriča, da so učinkoviti.

## Ergonomska vprašanja
Za učinkovito preprečevanje udarnega vala, so potrebne debele plasti kevlarja, pene in plastike za preprečitev resnih telesnih poškodb. Ker celotno telo potrebuje zaščito, je lahko bombna obleka zelo težka (do 37 kg ali več), vroča do točke, ki povzroča vročinski stres ter gibljivo omejena. Zato jo pogosto samo en uporabnik obleče in pristopi k napravi, ki jo deaktivira, potem ko jo prepozna. Teža obleke je primerljiva z zaščito, ki jo nudi. Bombne obleke so tako na voljo, da lahko agencije zbirajo več različnih modelov. Minimalno težka obleka je sestavljena iz suknjiča, predpasnika in čelade, ki tehtajo okrog 5 kg. Te obleke so navedene kot primerna za dejavnosti razminiranja, vendar ne NUS.
Te materiali so potrebni, da bombna obleka ne sprošča telesno toploto uporabnika. Rezultat je lahko toplotni stres, ki lahko privede do bolezni in dezorientacije ter zmanjšuje sposobnost uporabnika, da opravi določeno nalogo. Novejši modeli bombnih oblek vključujejo baterijske sisteme za hlajenje, za preprečevanje stresa. Študija enega proizvajalca trdi, da notranju sistemi hlajenja na 18 kg in 37 kg bombni obleki pomaga uporabniku na delovni temperaturi za največ eno uro, tudi v vročem okolju.